# EIF2AK4
l'EIF2AK4 (pour « Eukaryotic translation initiation factor 2-alpha kinase 4 »), aussi souvent appelé GCN2, est une enzyme de type kinase dont le gène est EIF2AK4 situé sur le chromosome 15 humain.

## Rôles
EIF2AK4 est plus souvent activé par une carence en acides aminés dans la cellule. Il permet la phosphorylation et donc la désactivation du protéine eIF2α, une sous-unité du complexe eIF2, qui joue un rôle importante dans l'initiation de traduction. EIF2AK4 transmet donc le signal cellulaire de ralentir la production de protéines quand la quantité d'acides aminés dans l'environnement et faible.

## En médecine
Une mutation biallélique du gène est responsable d'une hypertension artérielle pulmonaire du sujet jeune, dans sa forme véno-occlusive ou dans le cadre d'une hémangiomatose capillaire pulmonaire, entités proches, si ce n'est confondues. Il existe souvent un transfert en monoxyde de carbone diminué et le pronostic est sévère.